# Артеага-и-Басан, Игнасио де
Игнасио де Артеага и Басан (исп. Ignacio de Arteaga y Bazán, 17 февраля 1731—1783) — испанский мореплаватель.
Родился в баскской семье в Арасене, в 1747 году окончил военно-морскую академию в Кадисе. Служил на различных кораблях, в 1766 году был переведён в Гавану, где получил под командование шлюп «Vibora». В 1767 году был произведён в лейтенанты.
В 1771 году вернулся в Испанию, где попытался жениться без необходимых королевского и церковного разрешений. Предстал перед церковным судом, во время процесса вёл себя грубо, был приговорён к трём годам тюремного заключения. После освобождения в 1774 году был отправлен в Сан-Блас в вице-королевстве Новая Испания, куда прибыл в 1775 году.
В 1779 году из Сан-Бласа к северо-западному побережью Америки была отправлена экспедиция на двух корветах: «Favorita» под командованием Игнасио де Артеаги-и-Басана, и «Princesa» под командованием Хуана Франсиско Бодеги-и-Куадра. Целью экспедиции было оценить русское проникновение на Аляску, найти Северо-Западный проход, и захватить Джеймса Кука, если он окажется в испанских водах (в Испании узнали о том, что в 1778 году Кук совершил плавание у северо-западного побережья Северной Америки).
Во время экспедиции Артеага и Бодега тщательно изучили залив Букарели, а затем направились на север в залив Порт-Этчес на острове Хинчинбрук. Они вошли в Пролив Принца Вильгельма и достигли 61-й параллели — самая северная точка испанских исследований на Аляске. Также они исследовали залив Кука и полуостров Кенай, и провели 2 августа на месте современного Порт-Чэтема церемонию объявления территории собственностью Испании. Из-за болезней среди экипажа экспедиция вернулась в Калифорнию, так и не встретив русских.
По возвращении в Сан-Блас Артеага попросил королевского прощения, и получил его, ему также была восстановлена пенсия. Под предлогом плохого здоровья он больше не выходил в море, а служил военно-морским комендантом Сан-Бласа вплоть до своей смерти. Незадолго до смерти он получил звание «капитан фрегата» (capitán de fragata) — его первое повышение за 16 лет.